# قيثارة الباروك
القيثارة الباروكية (حوالي 1600–1750) هي آلة وترية بخمس مسارات وعنقه به تقسيمات يمكن تحريكها. كان المسار الأول (الأعلى حدة) يتكون من وتر واحد أحيانا.